# Klaus Hansen (atlet)
 Der er flere personer med dette navn, se Klaus Hansen.
Klaus Hansen ( født 1966) tidligere dansk langdistanceløber og marathonløber. Løb for Skovbakken og AGF-Atletik.

## Personlige Rekorder
- 1500m 3.48.1 (1993)
- 5000m 13.57.60 (1993)
- 10000m 28.43.54 (1995)
- 10km 28.25 (1995)
- 1/2 maraton 1.04.00 (1995)
- Maraton 2.14.55 (1996)

## Karriere
Klaus Hansens karriere var bemærkelsværdig, fordi han først begyndte at motionsløbe som 20-årig. Allerede efter et par års systematisk træning slog han imidlertid sit navn fast, da han i 1990 højst overraskende vandt DM på 5000 meter på Århus Stadion. Derefter gik det stadig fremad, selv om han på grund af sin sene debut aldrig nåede de samme træningsmængder som konkurrenterne. Til gengæld besad han basale egenskaber som hurtighed og viljestyrke.
- Deltog i VM på marathon i 1997. Blev placeret som nummer 46.
- Deltog i VM på halvmarathon i 1995 og 1996. Blev begge gange placeret som nummer 34.
- Nordisk Mester i 9 km cross i 1999
- Dansk rekordholder på 10km landevej
- Fik sølv ved Veteran-EM i 2004 i alderklassen 35-39 på 5000meter

Blev fra karrierens begyndelse frem til VM-kvalifikationen i 1996 trænet af Hans-Henrik Christensen, som også stod bag andre af Skovbakkens løbere, der i den periode tilhørte den absolutte danske elite. Heriblandt var Færøernes forhindringsløber, Albert Marni Joensen, der sammen med Klaus Hansen sikrede Skovbakken to danske holdmesterskaber i 12 km cross.
Denne gyldne periode var Skovbakkens sidste, og i dag lever Tom B. Hansen og Jesper Tørrings gamle, hæderkronede klub en hensygnende tilværelse.

## Arbejde
- Arbejder som massør